# Alba (distrikt)
 For alternative betydninger, se Alba. (Se også artikler, som begynder med Alba)
Alba (ungarsk: Fehér) er et distrikt i Transsylvanien i Rumænien med 382.747 (2002) indbyggere. Hovedstad er byen Alba Iulia.

## Byer
- Alba Iulia
- Aiud
- Blaj
- Sebeş
- Cugir
- Ocna Mureş
- Zlatna
- Câmpeni
- Teiuş
- Abrud
- Baia de Arieş

## Kommuner
| - Albac - Almaşu Mare - Arieşeni - Avram Iancu - Berghin - Bistra - Blandiana - Bucium - Câlnic - Cenade - Cergău - Ceru-Băcăinţi - Cetatea de Baltă - Ciugud - Ciuruleasa - Crăciunelu de Jos | - Cricău - Cut - Daia Română - Doştat - Fărău - Galda de Jos - Gârda de Sus - Gârbova - Hopârta - Horea - Ighiu - Întregalde - Jidvei - Livezile - Lupşa - Lopadea Nouă - Lunca Mureşului - Meteş | - Mihalţ - Mirăslău - Mogoş - Noşlac - Ocoliş - Ohaba - Pianu - Poiana Vadului - Ponor - Poşaga - Rădeşti - Râmeţ - Rimetea - Roşia de Secaş - Roşia Montană - Sălciua - Săliştea - Sâncel | - Săsciori - Sântimbru - Scărişoara - Stremţ - Şibot - Sohodol - Şpring - Şugag - Şona - Unirea - Vadu Moţilor - Valea Lungă - Vidra - Vinţu de Jos |

## Demografi
46°08′N 23°32′Ø / 46.13°N 23.53°Ø